# Bombardier Voyager
Bombardier Voyager  ist eine Familie von britischen Dieseltriebzügen für längere Distanzen. Sie sind in drei Klassen mit speziellen Eigennamen eingeteilt: Die Klasse 220 Voyager ist bei CrossCountry, die Klasse 221 Super Voyager bei CrossCountry und Grand Central Railway und die Klasse 222 Meridian bei der East Midlands Railway im Einsatz.
Von diesen drei Typen fertigte Bombardier Transportation zwischen 2000 und 2005 insgesamt 105 Züge beziehungsweise 479 Wagen. Die Endmontage fand im belgischen Brügge statt.

## Technik
Alle Voyager-Züge bestehen aus vier bis neun Wagen. In jedem Wagen befindet sich ein 559 kW leistender Sechszylinder-Dieselmotor des Typs QSK19-R von Cummins. Der durch einen Generator erzeugte Strom speist zwei Elektromotoren, die den jeweils innen liegenden Radsatz beider Drehgestelle über Gelenkwelle und Radsatzgetriebe antreiben.
Die Super Voyager sind zudem mit einer hydraulischen Neigetechnik ausgestattet, die aber bei den Zügen des CrossCountry-Netzes wieder deaktiviert wurde. Ihr maximaler Neigewinkel beträgt 6°. Da die Züge auch geneigt das kleine britische Lichtraumprofil einhalten müssen, ist der Innenraum bei allen drei Varianten relativ beengt.

## Klasse 220Voyager
Für das West Coast und das CrossCountry-Franchise erhielt Virgin Trains neue Triebzüge der Klasse 220. Diese Züge erhielten den Namen Voyager. Sie wurden von Beacon Rail beschafft und an Virgin Trains verleast, um lokbespannte Züge und High Speed Trains zu ersetzen. In den Jahren 2000 und 2001 wurden 34 vierteilige Voyager der Klasse 220 ausgeliefert. Die Züge haben 26 Sitzplätze in der 1. Klasse (Sitzteiler 2+1) und 174 Sitzplätze in der 2. Klasse (2+2). Mit der Übernahme des CrossCountry-Franchise durch DB Arriva im Jahr 2007 gelangten alle Voyager zu Arriva CrossCountry, wo sie Stand 2023 teilweise zusammen mit den Super Voyagern gekuppelt eingesetzt werden.
Voyager und Super Voyager werden im Central Rivers Train Maintenance Depot bei Barton-under-Needwood in East Staffordshire gewartet. Das Werk wurde 2001 von Bombardier speziell für die Instandhaltung der Züge errichtet.

## Klasse 221Super Voyager

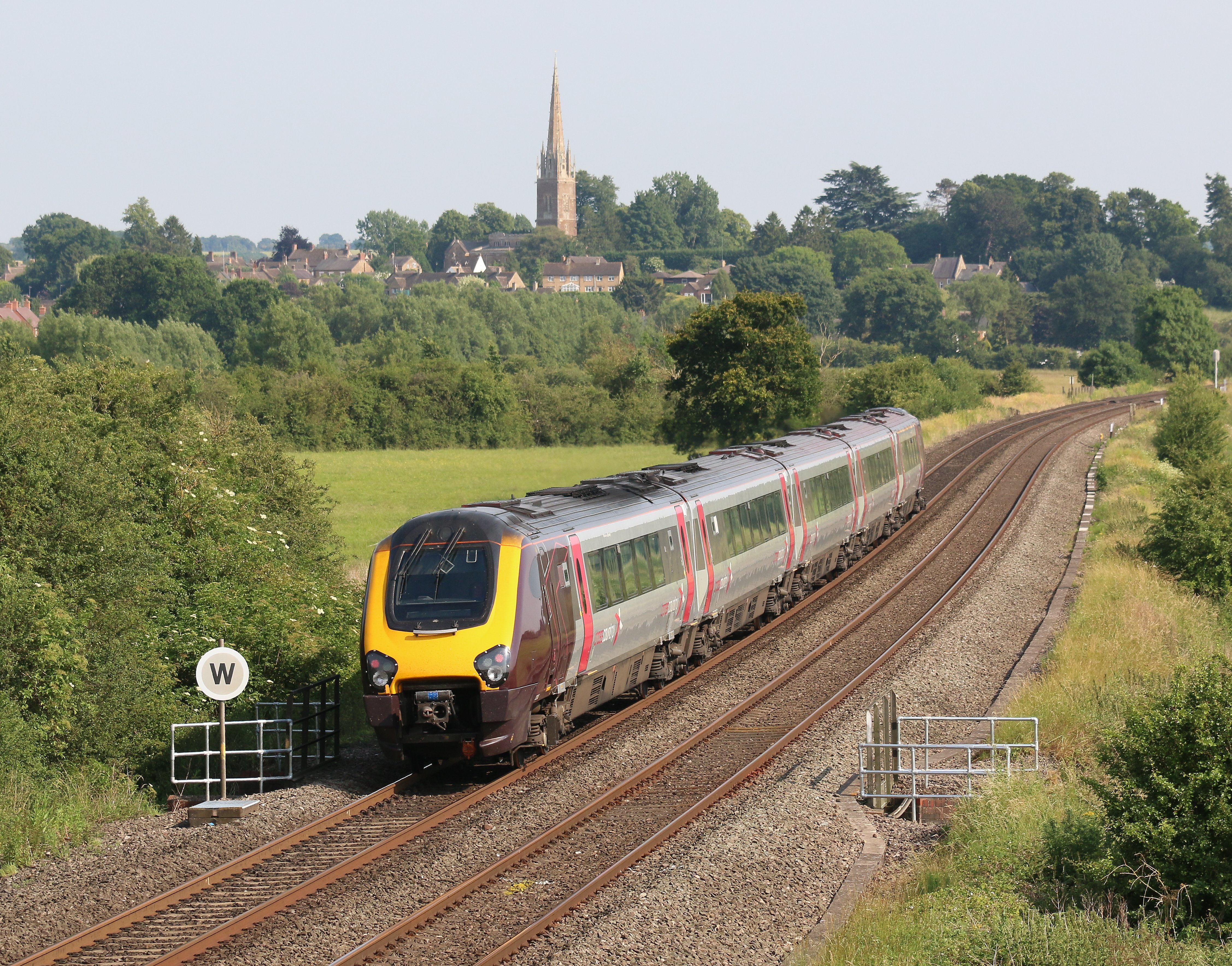
Super Voyager auf der Chiltern Main Line

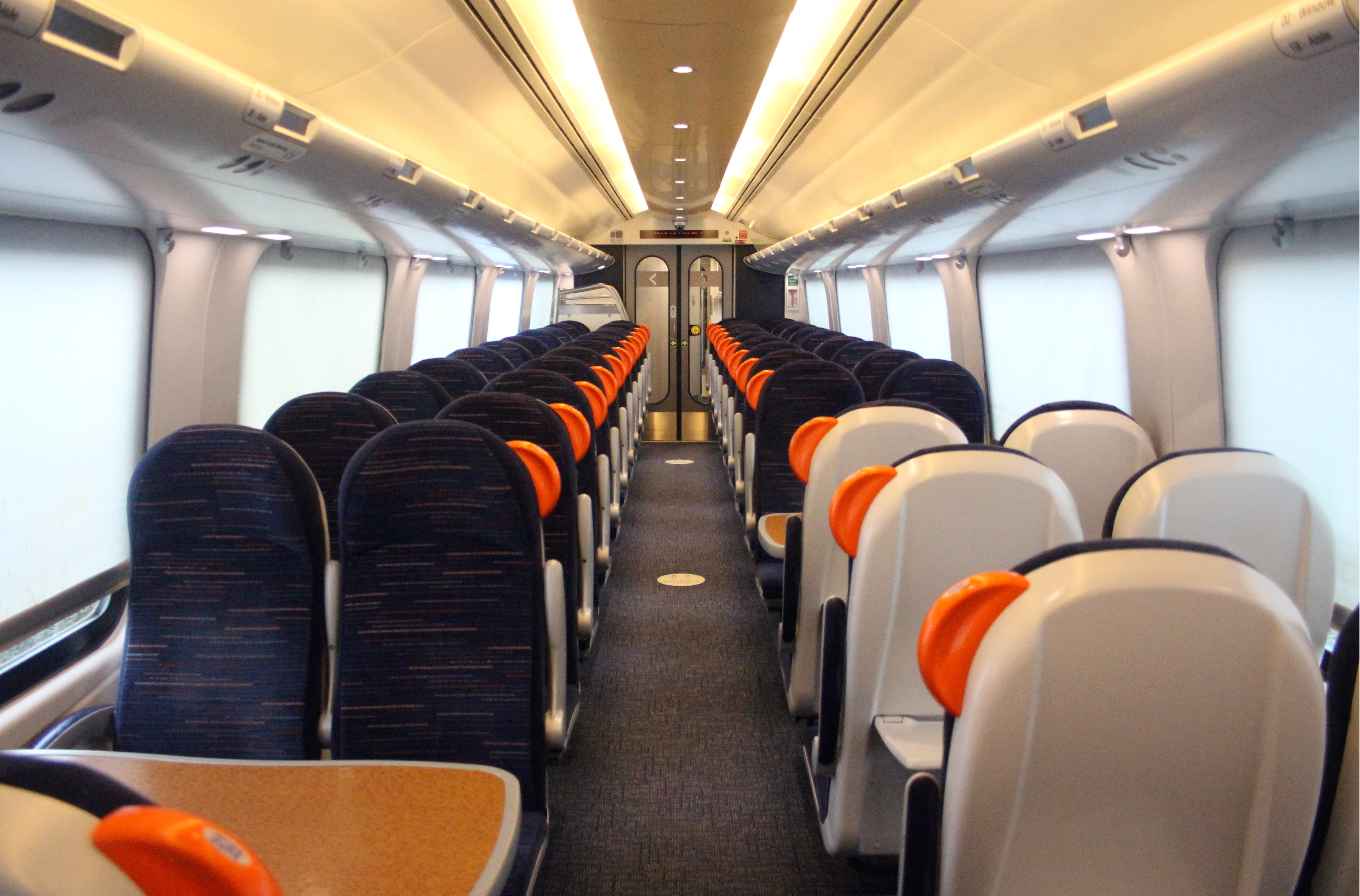
Modernisierter Innenraum eines Super Voyager von Avanti West Coast

Die Super Voyager als Neigetechnikvariante der Voyager-Züge wurden ebenfalls für Virgin Trains gefertigt und befinden sich im Besitz von Beacon Rail. Vier Vierwagenzüge und 40 Fünfwagenzüge verließen 2001 und 2002 die Bombardier-Fabrik in Brügge. Seit der Inbetriebnahme kommen die Züge auf den CrossCountry-Strecken und auf der West Coast Main Line zum Einsatz. Zwischenzeitlich wurden die Super Voyager von neuen Bahngesellschaften übernommen. Nun befanden sich die vier Vierwagenzüge und 20 Fünfwagenzüge im Einsatz für Arriva auf dem CrossCountry-Netz. Die übrigen 20 Fünfwagenzüge wurden von Avanti West Coast übernommen, zwei Züge gingen inzwischen jedoch außer Dienst.
Die Fünfwagenzüge boten bei der Auslieferung 250 Fahrgästen einen Sitzplatz, 26 davon in der 1. Klasse. Mittlerweile wurden die Inneneinrichtungen bei beiden Betreibern modernisiert: Beide Varianten haben 26 Plätze der 1. Klasse und zwei Rollstuhlplätze. Die Züge von CrossCountry haben 236 Sitzplätze in der 2. Klasse und drei Fahrradabstellplätze, die von Avanti West Coast 230 Sitze in der 2. Klasse und vier Fahrradabstellplätze.
Aufgrund diverser Anpassungen für ihre Neigetechnik sind die Super-Voyager-Wagen rund fünf Tonnen schwerer als die Voyager-Wagen. Die Drehgestelle mussten deutlich größer und mit Außenrahmen konzipiert werden.
Die Super Voyager von Avanti West Coast wurden durch 23 Triebzüge des Typs Hitachi A-Train in den Klassen 805 und 807 ersetzt, die sowohl als elektrische als auch als Zweikraftzüge beschafft wurden. Zwölf der freiwerdenden Züge werden für den Einsatz bei CrossCountry modernisiert. Sie erhalten neue Sitze und Tische sowie die neu eingeführte CrossCountry-Farbgebung.
Zwei Super Voyager (ex Avanti West Coast) gelangten 2023 zur privaten Bahngesellschaft Grand Central Railway, die sie auf der East Coast Main Line zwischen London King's Cross und Sunderland beziehungsweise Bradford einsetzt.

## Klasse 222Meridian

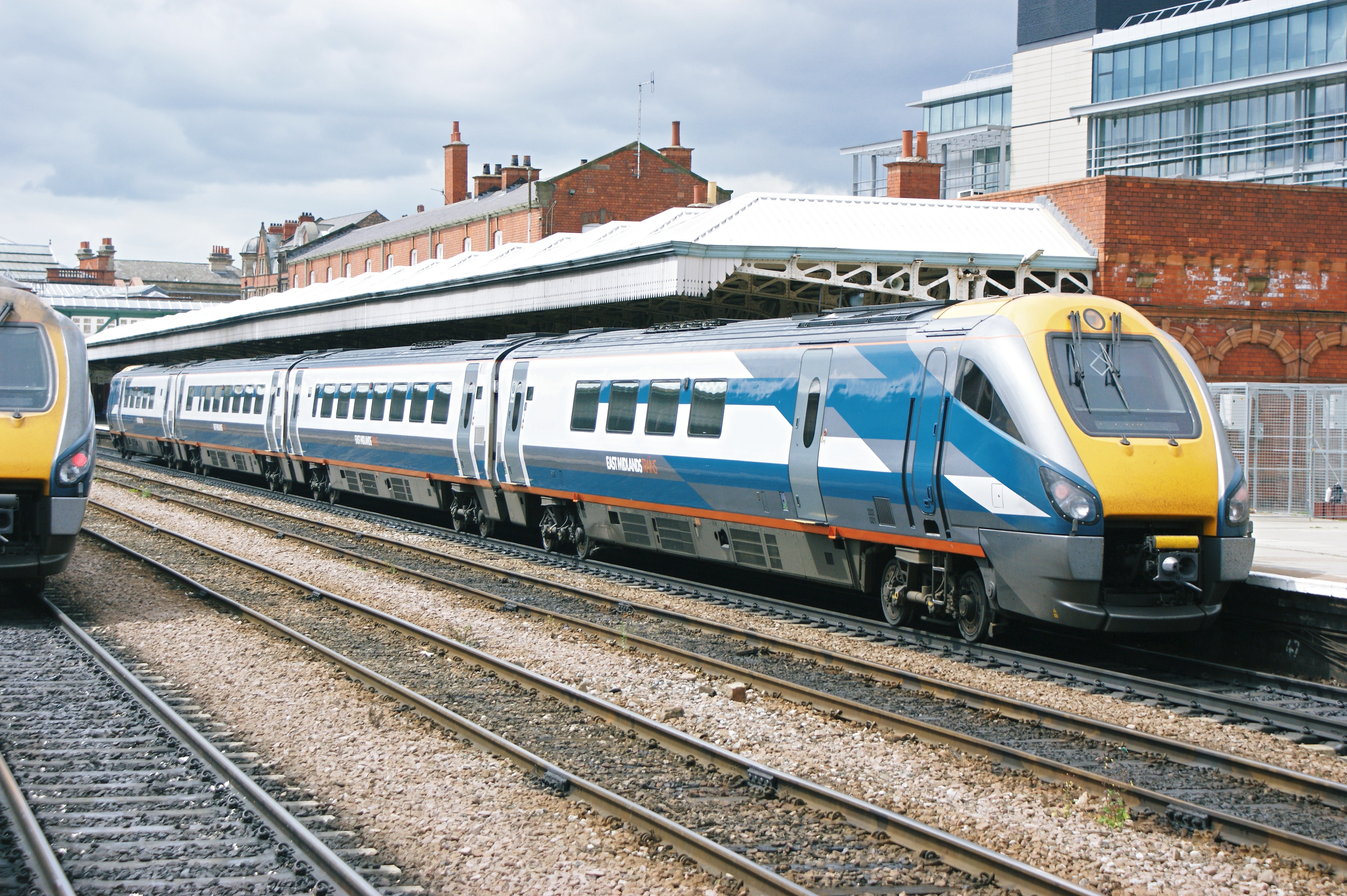
Die Meridian haben einen überarbeiteten Fahrzeugkopf

Von 2004 bis 2006 lieferte Bombardier 23 weitere Dieseltriebzüge, dieses Mal an Eversholt Rail. Dieses Züge wurden an Midland Mainline verleast. Seitdem sind sie für Dienste ab London St Pancras und um Sheffield und Nottingham im Einsatz. Die Züge der Klasse 222 weisen gegenüber den Voyagern der Klasse 220 einige Neuerungen auf. So wurde die Fahrzeugfront überarbeitet und es konnten mehr Komponenten unter dem Fußboden angeordnet werden. Dadurch steht im Fahrgastraum mehr Platz zur Verfügung. Bei der Auslieferung wurden sieben Neunwagenzüge und 16 Vierwagenzüge gebildet. Bereits Ende 2006 wurden die Neunwagenzüge um einen Wagen verkürzt, sodass sieben Vierwagenzüge auf fünf Wagen verlängert werden konnten. Nach der Umstrukturierung und Umbenennung zu East Midlands Trains gingen die Meridian auf dieses Franchise über, blieben aber auf den bisherigen Strecken in Dienst. Im Jahr 2008 wurden die langen Züge erneut gekürzt: Nun waren 6 Siebenwagenzüge und 17 Fünfwagenzüge vorhanden.
Vier Vierwagenzüge wurden für Hull Trains geliefert und ab Mai 2005 unter dem Namen Pioneer auf der Strecke von London King’s Cross nach Hull Paragon eingesetzt. Ab 2009 wurden die Züge bei Hull Trains vollständig durch die Klasse 180 Adelante von Alstom ersetzt und kamen zu den übrigen Meridian bei East Midland Trains.
Inzwischen sind alle vorhandenen Wagen bei East Midlands Railway im Einsatz. Sie sind zu 4 Sieben- und 23 Fünfwagenzügen geformt. Die Züge werden von Bombardier im südlich des Bahnhofs Derby befindlichen Werks Derby Etches Park gewartet.
Auf ihren angestammten Strecken werden die Meridian durch 33 zweikraftfähige A-Trains der Klasse 810 von Hitachi ersetzt.
Aus den frei gewordenen Wagen wurden fünf Sechswagenzüge gebildet, die bei Alstom neue Sitze und WLAN erhalten. Die FirstGroup wird sie ab 2026 unter der eigenwirtschaftlichen Marke Lumo zwischen London Euston und Stirling über Preston und Crewe einsetzen.